# Handelsagent
Een handelsagent bemiddelt bij het tot stand komen van overeenkomsten tussen zijn of haar opdrachtgever (principaal) en derden. Het werk van de handelsagent is het bemiddelen. Over het begrip 'bemiddelen' bestaat soms verwarring. Bij de handelsagentuur is het een economische activiteit. De invulling van deze economische activiteit bestaat uit bijvoorbeeld het leggen en onderhouden van contacten met (mogelijke) afnemers. Ook het voorbereiden van de orders valt onder de bemiddeling. 
Handelsagenten bemiddelen tussen ondernemingen in eigen land en in het buitenland. Als beloning voor de bemiddeling ontvangt de handelsagent een provisie of commissie, meestal een percentage van het orderbedrag. De wettelijke positie van een handelsagent verschilt per land. Kenmerkend is echter wel dat een handelsagent geen eigenaar is van de goederen waarvoor hij bemiddelt, hij of zij loopt dus veel minder risico dan de koper en de verkoper. De principaal sluit over het algemeen een overeenkomst met zijn of haar handelsagent, de zogenaamde agentuurovereenkomst.
Handelsagenten opereren op zelfstandige basis en vormen een duurzame commerciële samenwerking met hun opdrachtgevers. Dit is een belangrijk verschil met een handelsvertegenwoordiger die als werknemer in naam van een bedrijf opereert. Een handelsagent is echter wel gebonden aan een permanente commerciële relatie met zijn opdrachtgever. Als hij niet gebonden is aan een opdrachtgever is het een makelaar. (cf. verschil tussen verzekeringsmakelaar en verzekeringsagent)

## InNederland
Hier is de agentuurovereenkomst vastgelegd in het Burgerlijk Wetboek titel 7, artikel 428 tot en met 445. Deze wetgeving is gebaseerd op de Europese Richtlijn van de Raad van de Europese Gemeenschappen (86/653/EEG) van 18 december 1986. In Nederland zijn agenten veelal aangesloten bij het Verbond van Nederlandse Tussenpersonen (VNT).

## InBelgië
De regeling omtrent de handelsagentuurovereenkomsten is opgenomen in het Wetboek van Economisch Recht van 28 februari 2013, met name in Titel 1 van Boek X. De handelsagentuurovereenkomst kan worden aangegaan voor bepaalde of onbepaalde tijd (art. X.2 WER). De vergoeding van de handelsagent bestaat ofwel uit een vast bedrag, ofwel uit commissies, ofwel uit een combinatie van beide (art. X.7 WER). De commissies kunnen na de beëindiging van de handelsagentuurovereenkomst bovendien nog aangevuld worden met een uitwinningvergoeding als de handelsagent nieuwe klanten heeft aangebracht of wanneer hij de zaken met bestaande klanten aanzienlijk heeft uitgebreid (art. X.18 WER).
De beroepsvereniging voor handelsvertegenwoordigers en handelstussenpersonen is de Belgische Federatie voor Handelsvertegenwoordigers - Fédération belge pour représentants de commerce (B.F.H. – F.B.R.).